# American Journal of Cardiology
American Journal of Cardiology (skrót: Am J Cardiol, AJC) – amerykańskie czasopismo naukowe dotyczące kardiologii oraz chorób sercowo-naczyniowych; wydawane od 1958. Dwutygodnik.
Wydawcą jest koncern wydawniczy Elsevier. Czasopismo jest recenzowane i publikuje prace oryginalne, które koncentrują się na praktycznym, klinicznym podejściu do diagnozy i leczenia chorób sercowo-naczyniowych. Prace ukazujące się w AJC dotyczą m.in. nadciśnienia tętniczego, kwestii metodologicznych, leków, stymulacji, arytmii, kardiologii prewencyjnej, niewydolności serca, zastawkowych chorób serca, wrodzonych wad serca oraz kardiomiopatii. Oprócz prac oryginalnych publikowane są również opisy przypadków, krótkie raporty, artykuły przyczynkowe, komentarze czytelników oraz relacje z sympozjów.
Redaktorem naczelnym czasopisma jest od 2011 William C. Roberts – kardiolog i dyrektor zarządzający Baylor Heart and Vascular Institute w Dallas. W skład rady redakcyjnej (ang. editorial board) czasopisma wchodzą głównie kardiolodzy z różnych ośrodków akademickich w USA oraz – w mniejszym stopniu – także spoza tego kraju.
Pismo ma współczynnik wpływu impact factor (IF) wynoszący 3,398 (2017) oraz wskaźnik Hirscha równy 203 (2017). W międzynarodowym rankingu SCImago Journal Rank (SJR) mierzącym wpływ, znaczenie i prestiż poszczególnych czasopism naukowych „American Journal of Cardiology" zostało w 2017 roku sklasyfikowane na 45. miejscu wśród czasopism z zakresu kardiologii i medycyny sercowo-naczyniowej. W polskich wykazach czasopism punktowanych przez Ministerstwo Nauki i Szkolnictwa Wyższego publikacja w tym czasopiśmie otrzymywała 30 pkt (lata 2013-2016).
Abstrakty publikowanych w czasopiśmie prac gromadzone są m.in. w Medline, EMBASE, Abstracts in Internal Medicine, Biotechnology Research Abstracts, CIS, Cumulative Index for Nursing and Allied Health Literature, Current Contents, Index to Scientific Reviews, Science Citation Index, BRS Database, Mead Data Central oraz w Scopusie.